# Olapade Adeniken
Olapade Charles Adeniken (ur. 19 sierpnia 1969 w Oshogbo) – nigeryjski lekkoatleta specjalizujący się w krótkich biegach sprinterskich, trzykrotny uczestnik letnich igrzysk olimpijskich (Seul 1988, Barcelona 1992, Atlanta 1996). Srebrny medalista olimpijski z Barcelony w biegu sztafetowym 4 × 100 metrów.

## Sukcesy sportowe
- mistrz Nigerii w biegu na 100 metrów – 1994[1]
- dwukrotny mistrz Nigerii w biegu na 200 metrów – 1991, 1996

| Rok  | Miasto          | Zawody                      | Konkurencja                                    | Wynik                               |
| ---- | --------------- | --------------------------- | ---------------------------------------------- | ----------------------------------- |
| 1988 | Greater Sudbury | Mistrzostwa świata juniorów | sztafeta 4 × 100 m bieg na 200 m bieg na 100 m | srebrny medal 4. miejsce            |
| 1989 | Lagos           | Mistrzostwa Afryki          | sztafeta 4 × 100 m bieg na 200 m               | złoty medal                         |
| 1989 | Duisburg        | Uniwersjada                 | bieg na 100 m                                  | srebrny medal                       |
| 1991 | Tokio           | Mistrzostwa świata          | sztafeta 4 × 100 m bieg na 200 m               | 4. miejsce 5. miejsce               |
| 1992 | Barcelona       | Igrzyska olimpijskie        | sztafeta 4 × 100 m bieg na 100 m bieg na 200 m | srebrny medal 6. miejsce 5. miejsce |
| 1995 | Göteborg        | Mistrzostwa świata          | bieg na 100 m                                  | 7. miejsce                          |
| 1997 | Ateny           | Mistrzostwa świata          | sztafeta 4 × 100 m                             | srebrny medal                       |

## Rekordy życiowe
- bieg na 60 metrów (hala) – 6,57 – Liévin 19/02/1995
- bieg na 100 metrów – 9,95 – El Paso 16/04/1994 / 9,7 – Houston 19/05/1995 / 9,92w – Sestriere 29/07/1995
- bieg na 100 metrów (hala) – 10,13 – Johnson City 28/01/1995 były halowy rekord świata[3]
- bieg na 200 metrów – 20,11 – Austin 06/06/1992 / 20,00w – Air Force Academy 23/05/1992
- bieg na 200 metrów (hala) – 20,54 – Liévin 19/02/1995
- bieg na 400 metrów – 46,34 – El Paso 13/04/1990